# Lonoke
Lonoke is een plaats (city) in de Amerikaanse staat Arkansas, en valt bestuurlijk gezien onder Lonoke County.

## Demografie
Bij de volkstelling in 2000 werd het aantal inwoners vastgesteld op 4287.
In 2006 is het aantal inwoners door het United States Census Bureau geschat op 4605, een stijging van 318 (7.4%).

## Geografie
Volgens het United States Census Bureau beslaat de plaats een oppervlakte van
11,9 km², waarvan 11,2 km² land en 0,7 km² water. Lonoke ligt op ongeveer 79 m boven zeeniveau.

## Plaatsen in de nabije omgeving
De onderstaande figuur toont nabijgelegen plaatsen in een straal van 32 km rond Lonoke.

## Geboren
- Ed Hamm (1906-1982), atleet